# NGC 544
NGC 544 est une immense galaxie lenticulaire située dans la constellation du Sculpteur. NGC 544 a été découverte par l'astronome britannique John Herschel en 1835.

## Caractéristiques
Sa vitesse par rapport au fond diffus cosmologique est de 5 724 ± 16 km/s, ce qui correspond à une distance de Hubble de 84,4 ± 5,91 Mpc (∼275 millions d'al).
À ce jour, une mesure non basée sur le décalage vers le rouge (redshift) donne une distance d'environ 223,000 Mpc (∼727 millions d'al). Cette valeur est très loin à l'extérieur des valeurs de la distance de Hubble. Notons que c'est avec la valeur moyenne des mesures indépendantes, lorsqu'elles existent, que la base de données NASA/IPAC calcule le diamètre d'une galaxie et qu'ici il n'y aucune raison de croire que cette galaxie soit si lointaine.